# Culross (Schottland)
Culross (schottisch-gälisch Cuileann Ros) ist ein Ort in Schottland. Er gehört zu Dunfermline im Council Area Fife und liegt nördlich der schottischen Hauptstadt Edinburgh. Der Ort zählte im Jahre 2001 404 Einwohner.

## Geschichte
Culross lieht unter der Hexenverfolgung, die durch das Buch Daemonologie ausgelöst wurde.
Culross war dank des Händlers und Ingenieurs Sir George Bruce of Carnock im 16. und 17. Jahrhundert ein Zentrum der Kohleindustrie. Unter Königin Viktoria wurde es fast zu einer Geisterstadt.

## Sehenswürdigkeiten
Culross Palace wurde 1597 von George Bruce of Carnock erbaut. Er war ein erfolgreicher Kaufmann und verwendete viele Materialien, zu denen er durch seine Handelstätigkeit Zugang hatte. Jakob I. besuchte das Herrenhaus 1617.
Zudem stehen in der Nähe des Ortes die Überreste des Klosters Culross.
Culross war Drehort für einige Filme wie Der kleine Vampir, Captain America: The First Avenger, Entführt und Outlander.

## Söhne und Töchter des Ortes
- Mungo (518–612), Schutzpatron der Stadt Glasgow sowie Schottlands; gilt als erster Bischof Glasgows
- Jackie Sinclair (1943–2010), schottischer Fußballspieler